# Смолинци
Смолинци (пољ. Smolińcy; рус. Смолинцы) су били западнословенско племе, део племенског савеза Бодрића које је живело на западној обали Лабе (на простору данашње немачке државе Мекленбург). На северу су се граничили са Древанима. Покорени су почетком 9. века (809), али су дуго (до 18. века) успевали да очувају свој национални идентитет, чему је допринела изолација њихових насеља. Главни град био им је Конибор, смештен на путу између Зеденика и Михна.